# Tivoli Theatre (Wimborne Minster)
Tivoli Theatre es un cine-teatro ubicado en la localidad de Wimborne Minster (Dorset, Inglaterra), construido en el año 1936. Su edificio presenta una amplia variedad de rasgos propios del art decó, incluyendo picaportes de chapa cromada y baquelita. En 1979, iba a ser demolido para la construcción de una calle, proyecto que finalmente no fue llevado a cabo. Falto de mantenimiento, el teatro cerró en la década de 1980. Después de una larga campaña, el edificio fue restaurado por voluntarios en 1993 y abrió al público en noviembre de ese año.